# トーマス・ミリー・ダウ
トーマス・ミリー・ダウ（Thomas Millie Dow、1848年10月28日 - 1919年7月3日）は、イギリスの画家である。スコットランドのグラスゴー派と呼ばれる画家の一人である。

## 略歴
スコットランド、ファイフのディザート(Dysart)で法律家の一家に生まれ、法律を学んだ。アマチュア画家だった叔父のAlexander Millieに勧められて、法律家になるのをやめ画家を目指した。1877年にパリに出て、パリ国立高等美術学校に入学し、ジャン＝レオン・ジェロームの学生になった。1879年からはアカデミー・ジュリアンでも学び、イングランド出身の画家、ウィリアム・ストット（1857-1900）やアメリカ出身のアボット・ハンダーソン・セイヤー（1849-1921）と親友になり、後に「グラスゴー派」の画家として知られることになる、ジェイムズ・パタースン（1854-1932）やジョン・レィヴァリ（1856-1941）、アレクサンダー・ロシュ（1863-1921）、アレキサンダー・マン（1853-1908）といった画家とも知り合い、多くの画家が活動していたバルビゾンやグレ＝シュル＝ロワン、フォンテーヌブローをスケッチ旅行した。
1878年ころから、エディンバラの王立スコットランド・アカデミーの展覧会やグラスゴー王立美術協会(Royal Glasgow Institute of the Fine Arts)の展覧会に出展を始め、このころは主に水彩やパステルで描いていた。
1883年から1884年にかけてアメリカに旅し、パリ時代の友人のアボット・ハンダーソン・セイヤーのスタジオに滞在し、ハドソン川の風景を描いた。1885年にはスコットランドのダンフリーズシャーにジェイムズ・パタースンと滞在し作品を描いた。1885年から1895年の期間がダウがグラスゴー派の画家たちと最も密接に活動した。国外でも知られるようになり、アメリカで展覧会を開き、ウィーン分離派などの展覧会にも招待された。1888年にはドイツやスイスを旅した。
1891年に子連れの未亡人と結婚し、1894年からグラスゴーからコーンウォールのセント・アイヴスに移った。セント・アイヴスでは Louis Grierや and Lowell Dyer らとSt Ives Art Clubを設立した。冬の間はイタリアで過ごした。
1919年にセントアイブスで亡くなった。

## 作品

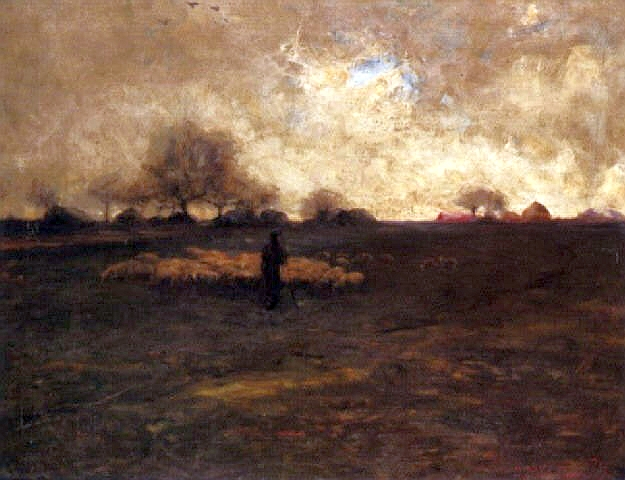
バルビゾンの晩秋 (1879)
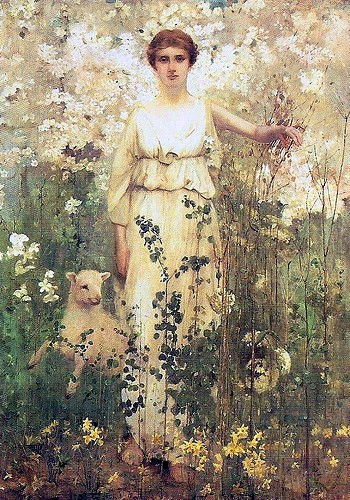
春 (1886)
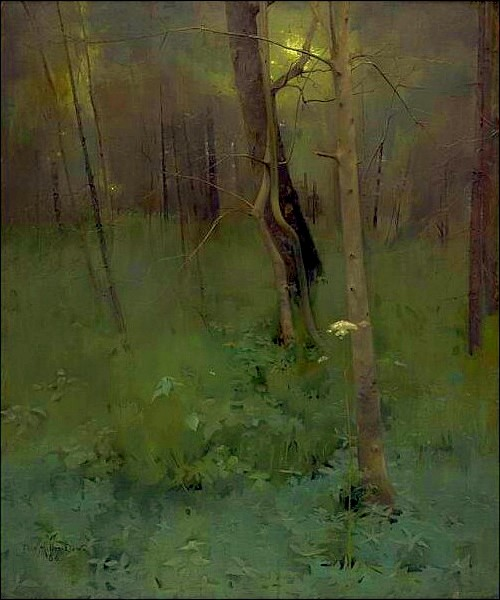
木々　(1886)
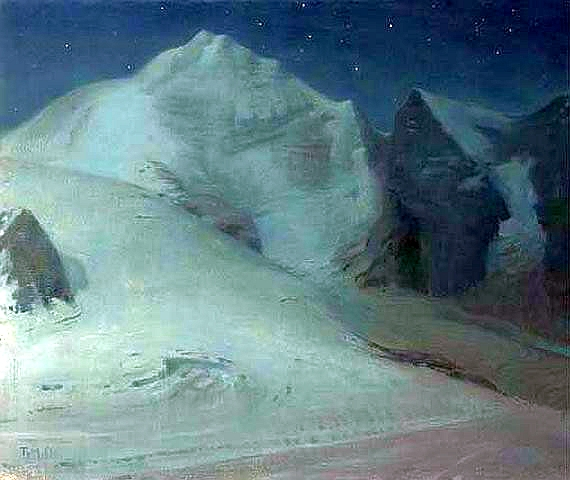
アルプスの月光